# John Davies (réalisateur)
Pour les articles homonymes, voir John Davies et Davies.
John Davies, né le 20 août 1934 à Birmingham (Angleterre), est un réalisateur et producteur britannique.

## Filmographie

### Comme réalisateur

#### Téléfilm
- 1970 : Whom God Hath Joined
- 1977 : Silver Blaze
- 1980 : Why Didn't They Ask Evans ?
- 1984 : Kim (en)
- 1990 : The Care of Time
- 1993 : Unnatural Causes
- 1998 : The Violin Fantasy

#### Série télévisée
- 1965 : United! (1 épisode)
- 1966 : Thirty-Minute Theatre (en) (1 épisode)
- 1967 : Doctor Who (4 épisodes)
- 1967-1968 : Z Cars (24 épisodes)
- 1968 : Nana (mini-série, 5 épisodes)
- 1969 : The First Lady (1 épisode)
- 1970 : Germinal (mini-série, 4 épisodes)
- 1970 : The Woodlanders (4 épisodes)
- 1970 : W. Somerset Maugham (1 épisode)
- 1970 : Biography (1 épisode)
- 1971 : Bel Ami (en) (5 épisodes)
- 1973 : The Edwardians (en) (mini-série, 1 épisode)
- 1972-1973 : Guerre et Paix (War & Peace) (mini-série, 20 épisodes)
- 1974 : BBC2 Playhouse (1 épisode)
- 1974 : L'Enfance de Dominique (Boy Dominic) (6 épisodes)
- 1976 : The Brothers (2 épisodes)
- 1976 : Clayhanger (14 épisodes)
- 1977 : Raffles (1 épisode)
- 1977-1978 : Just William (27 épisodes)
- 1978 : The Law Centre (2 épisodes)
- 1978 : Backs to the Land (7 épisodes)
- 1979 : Thomas and Sarah (3 épisodes)
- 1979 : Bizarre, bizarre (Tales of the Unexpected) (1 épisode)
- 1983 : The Gentle Touch (2 épisodes)
- 1984 : Weekend Playhouse (1 épisode)
- 1985 : Cover Her Face (mini-série, 6 épisodes)
- 1985 : Mr. Palfrey of Westminster (2 épisodes)
- 1985 : Storyboard (1 épisode)
- 1987 : Inspecteur Wexford (The Ruth Rendell Mysteries) (1 épisode)
- 1987 : Miss Marple (épisode 6: La Dernière Énigme)
- 1988 : A Taste for Death (mini-série, 6 épisodes)
- 1991 : Devices and Desires (mini-série, 6 épisodes)
- 1999 : Les Nouveaux Professionnels (CI5: The New Professionals) (2 épisodes)
- 2000-2002 : The Bill (12 épisodes)

### Comme producteur
- 1977-1978 : Just William (27 épisodes)
- 1981 : Sunday Night Thriller (1 épisode)
- 1982 : Saturday Night Thriller (6 épisodes)
- 1984 : Mitch (10 épisodes)
- 1987 : Inspecteur Wexford (The Ruth Rendell Mysteries) (1 épisode)
- 1995 : The Chief (en) (7 épisodes)

## Distinctions

### Nominations
- British Academy Television Awards 1978 : Prix Harlequin pour Just William